# Liste des matchs de l'équipe de Malte de football par adversaire
Cette liste présente les matchs de l'équipe de Malte de football par adversaire rencontré. Lorsqu'une rivalité footballistique particulière existe entre Malte et un autre pays, une page spécifique est parfois proposée.
- Haut – A
- B
- C
- D
- E
- F
- G
- H
- I
- J
- K
- L
- M
- N
- O
- P
- Q
- R
- S
- T
- U
- V
- W
- X
- Y
- Z

## A

### Albanie

#### Confrontations
Confrontations entre Malte et l'Albanie en matchs officiels :
| Date              | Lieu    | Match           | Score | Compétition                                           |
| 16 août 1995      | Ta'Qali | Malte - Albanie | 2 - 1 | Match amical                                          |
| 6 février 1998    | Ta'Qali | Malte - Albanie | 1 - 1 | Match amical                                          |
| 10 février 2000   | Ta'Qali | Malte - Albanie | 1 - 1 | Match amical                                          |
| 15 novembre 2000  | Tirana  | Albanie - Malte | 3 - 0 | Match amical                                          |
| 22 août 2007      | Tirana  | Albanie - Malte | 3 - 0 | Match amical                                          |
| 10 septembre 2008 | Tirana  | Albanie - Malte | 3 - 0 | Qualifications pour la Coupe du monde 2010 (Groupe 1) |
| 11 février 2009   | Ta'Qali | Malte - Albanie | 0 - 0 | Qualifications pour la Coupe du monde 2010 (Groupe 1) |
| 5 mars 2014       | Tirana  | Albanie - Malte | 2 - 0 | Match Amical                                          |

#### Bilan
- Total de matchs disputés : 8
- Victoire de Malte : 1 (12,5 %)
- Victoires de l'Albanie : 5 (62,5 %)
- Matchs nuls : 2 (25 %)
- Buts marqués par Malte : 4
- Buts marqués par l'Albanie : 14

### Algérie

#### Confrontations
Confrontations entre Malte et l'Algérie en matchs officiels :
| Date            | Lieu     | Match           | Score | Compétition  |
| 8 décembre 1971 | Valletta | Malte - Algérie | 1 - 1 | Match amical |
| 15 mars 1972    | Alger    | Algérie - Malte | 1 - 0 | Match amical |
| 10 février 1989 | Ta' Qali | Malte - Algérie | 0 - 1 | Match amical |

#### Bilan
- Total de matchs disputés : 3
- Victoires de Malte : 0
- Victoires de l'Algérie : 2 (67 %)
- Matchs nuls : 1 (33 %)
- Buts marqués par Malte : 1
- Buts marqués par l'Algérie : 3

### Allemagne

#### Confrontations
Confrontations entre Malte et l'Allemagne  en matchs officiels :
| Date             | Lieu                | Match             | Score | Compétition                                           |
| 22 décembre 1974 | Il-Gżira            | Malte - RFA       | 0 - 1 | Qualifications pour l'Euro 1976 (Groupe 8)            |
| 28 février 1976  | Dortmund            | RFA - Malte       | 8 - 0 | Qualifications pour l'Euro 1976 (Groupe 8)            |
| 25 février 1979  | Il-Gżira            | Malte - RFA       | 0 - 0 | Qualifications pour l'Euro 1980 (Groupe 7)            |
| 27 février 1980  | Brême               | RFA - Malte       | 8 - 0 | Qualifications pour l'Euro 1980 (Groupe 7)            |
| 16 décembre 1984 | Ta'Qali             | Malte - RFA       | 2 - 3 | Qualifications pour la Coupe du monde 1986 (Groupe 2) |
| 27 mars 1985     | Sarrebruck          | RFA - Malte       | 6 - 0 | Qualifications pour la Coupe du monde 1986 (Groupe 2) |
| 2 septembre 1998 | Ta'Qali             | Malte - Allemagne | 1 - 2 | Match amical                                          |
| 27 mai 2004      | Fribourg-en-Brisgau | Allemagne - Malte | 7 - 0 | Match amical                                          |
| 13 mai 2010      | Aix-la-Chapelle     | Allemagne - Malte | 3 - 0 | Match amical                                          |

#### Bilan
- Total de matchs disputés : 9
- Victoires de Malte : 0
- Victoires de l'Allemagne : 8 (89 %)
- Matchs nuls : 1 (11%)
- Buts marqués par Malte : 3
- Buts marqués par l'Allemagne : 38

### Allemagne de l'Est (RDA)

#### Confrontations
Confrontations entre Malte et l'Allemagne de l'Est (RDA) en matchs officiels :
| Date             | Lieu       | Match       | Score | Compétition                                           |
| 2 avril 1977     | La Valette | Malte - RDA | 0 - 1 | Qualifications pour la Coupe du monde 1978 (Groupe 3) |
| 29 octobre 1977  | Potsdam    | RDA - Malte | 7 - 0 | Qualifications pour la Coupe du monde 1978 (Groupe 3) |
| 4 avril 1981     | La Valette | Malte - RDA | 1 - 2 | Qualifications pour la Coupe du monde 1982 (Groupe 7) |
| 11 novembre 1981 | Iéna       | RDA - Malte | 5 - 1 | Qualifications pour la Coupe du monde 1982 (Groupe 7) |
| 26 octobre 1989  | La Valette | Malte - RDA | 0 - 4 | Match amical                                          |

#### Bilan
- Total de matchs disputés : 5
- Victoires de Malte : 0
- Victoires de la RDA : 5 (100 %)
- Matchs nuls : 0
- Buts marqués par Malte : 2
- Buts marqués par la RDA : 19

### Andorre

#### Confrontations
Confrontations entre Malte et Andorre en matchs officiels :
| Date           | Lieu    | Match           | Score | Compétition  |
| 8 février 2000 | Ta'Qali | Malte - Andorre | 1 - 1 | Match amical |
| 27 mars 2002   | Ta'Qali | Malte - Andorre | 1 - 1 | Match amical |

#### Bilan
- Total de matchs disputés : 2
- Victoires de Malte : 0
- Victoires d'Andorre : 0
- Match nul : 2 (100 %)
- Buts marqués par Malte : 2
- Buts marqués par Andorre : 2

### Arménie

#### Confrontations
Confrontations entre Malte et l'Arménie en matchs officiels :
| Date              | Lieu    | Match           | Score | Compétition                                           |
| 16 juillet 1994   | Erevan  | Arménie - Malte | 1 - 0 | Match amical                                          |
| 12 septembre 2007 | Ta'Qali | Malte - Arménie | 0 - 1 | Match amical                                          |
| 2 février 2008    | Ta'Qali | Malte - Arménie | 0 - 1 | Match amical                                          |
| 7 septembre 2012  | Ta'Qali | Malte - Arménie | 0 - 1 | Qualifications pour la Coupe du monde 2014 (Groupe B) |
| 7 juin 2013       | Erevan  | Arménie - Malte | 0 - 1 | Qualifications pour la Coupe du monde 2014 (Groupe B) |
| 29 mai 2018       | Wattens | Arménie - Malte | 1 - 1 | Match amical                                          |

#### Bilan
- Total de matchs disputés : 6
- Victoire de Malte : 1 (17 %)
- Victoires de l'Arménie : 4 (67 %)
- Matchs nuls : 1 (17 %)
- Buts marqués par Malte : 2
- Buts marqués par l'Arménie : 5

## E

### Émirats arabes unis

#### Confrontations
Confrontations entre les Émirats arabes unis et Malte :
|   | Date             | Lieu      | Match                       | Score | Compétition  |
| - | ---------------- | --------- | --------------------------- | ----- | ------------ |
| 1 | 13 novembre 1996 | Abou Dabi | Émirats arabes unis - Malte | 1-1   | Match amical |
| 2 | 15 novembre 1996 | Abou Dabi | Émirats arabes unis - Malte | 0-0   | Match amical |

#### Bilan
Au 12 avril 2019 :
- Total de matchs disputés : 2
- Victoires des Émirats arabes unis : 0
- Matchs nuls : 2
- Victoires de Malte : 0
- Total de buts marqués par les Émirats arabes unis : 1
- Total de buts marqués par Malte : 1

## F

### France

#### Confrontations
Confrontations entre Malte et la France en matchs officiels :
| Date            | Lieu    | Match          | Score | Compétition                                |
| 16 octobre 2002 | Ta'Qali | Malte - France | 0 - 4 | Qualifications pour l'Euro 2004 (Groupe 1) |
| 29 mars 2003    | Lens    | France - Malte | 6 - 0 | Qualifications pour l'Euro 2004 (Groupe 1) |

#### Bilan
- Total de matchs disputés : 2
- Victoires de Malte : 0
- Victoires de la France : 2 (100 %)
- Matchs nuls : 0
- Buts marqués par Malte : 0
- Buts marqués par la France : 10

## J

### Japon
Confrontations entre Malte et le Japon :
| Date        | Lieu       | Match         | Score | Compétition  |
| 4 juin 2006 | Düsseldorf | Japon - Malte | 1-0   | Match amical |

Bilan
Total de matchs disputés : 1
- Victoire de l'équipe du Japon : 1
- Match nul : 0
- Victoire de l'équipe de Malte : 0

## P

### Pays-Bas

#### Confrontations
Confrontations entre Malte et les Pays-Bas en matchs officiels :
| Date             | Lieu            | Match            | Score | Compétition                                |
| 19 décembre 1982 | Aix-la-Chapelle | Malte - Pays-Bas | 0 - 6 | Qualifications pour l'Euro 1984 (Groupe 7) |
| 17 décembre 1983 | Rotterdam       | Pays-Bas - Malte | 5 - 0 | Qualifications pour l'Euro 1984 (Groupe 7) |
| 19 décembre 1990 | Ta'Qali         | Malte - Pays-Bas | 0 - 8 | Qualifications pour l'Euro 1992 (Groupe 6) |
| 13 mars 1991     | Rotterdam       | Pays-Bas - Malte | 1 - 0 | Qualifications pour l'Euro 1992 (Groupe 6) |
| 29 mars 1995     | Rotterdam       | Pays-Bas - Malte | 4 - 0 | Qualifications pour l'Euro 1996 (Groupe 5) |
| 11 octobre 1995  | Ta'Qali         | Malte - Pays-Bas | 0 - 4 | Qualifications pour l'Euro 1996 (Groupe 5) |

#### Bilan
- Total de matchs disputés : 6
- Victoires de Malte : 0
- Victoires des Pays-Bas : 6 (100 %)
- Matchs nuls : 0
- Buts marqués par Malte : 0
- Buts marqués par les Pays-Bas : 28

### Pologne

#### Confrontations
Confrontations entre Malte et la Pologne en matchs officiels :
| Date             | Lieu    | Match           | Score | Compétition                                           |
| 7 décembre 1980  | Ta'Qali | Malte - Pologne | 0 - 2 | Qualifications pour la Coupe du monde 1982 (Groupe 7) |
| 15 novembre 1981 | Wrocław | Pologne - Malte | 6 - 0 | Qualifications pour la Coupe du monde 1982 (Groupe 7) |
| 3 février 1999   | Ta'Qali | Malte - Pologne | 0 - 1 | Match amical                                          |
| 11 décembre 2003 | Larnaca | Malte - Pologne | 0 - 4 | Match amical                                          |

#### Bilan
- Total de matchs disputés : 4
- Victoires de Malte : 0
- Victoires de la Pologne : 4 (100 %)
- Matchs nuls : 0
- Buts marqués par Malte : 0
- Buts marqués par la Pologne : 13

### Portugal

#### Confrontations
Confrontations entre Malte et le Portugal en matchs officiels :
| Date             | Lieu      | Match            | Score | Compétition                                           |
| 10 février 1985  | Ta'Qali   | Malte - Portugal | 1 - 3 | Qualifications pour la Coupe du monde 1986 (Groupe 2) |
| 12 octobre 1985  | Lisbonne  | Portugal - Malte | 3 - 2 | Qualifications pour la Coupe du monde 1986 (Groupe 2) |
| 29 mars 1987     | Funchal   | Portugal - Malte | 2 - 2 | Qualifications pour l'Euro 1988 (Groupe 2)            |
| 20 décembre 1987 | Ta'Qali   | Malte - Portugal | 0 - 1 | Qualifications pour l'Euro 1988 (Groupe 2)            |
| 9 février 1991   | Ta'Qali   | Malte - Portugal | 0 - 1 | Qualifications pour l'Euro 1992 (Groupe 6)            |
| 20 février 1991  | Porto     | Portugal - Malte | 5 - 0 | Qualifications pour l'Euro 1992 (Groupe 6)            |
| 24 janvier 1993  | Ta'Qali   | Malte - Portugal | 0 - 1 | Qualifications pour la Coupe du monde 1994 (Groupe 1) |
| 19 juin 1993     | Porto     | Portugal - Malte | 4 - 0 | Qualifications pour la Coupe du monde 1994 (Groupe 1) |
| 6 septembre 2008 | Ta'Qali   | Malte - Portugal | 0 - 4 | Qualifications pour la Coupe du monde 2010 (Groupe 1) |
| 14 octobre 2009  | Guimarães | Portugal - Malte | 4 - 0 | Qualifications pour la Coupe du monde 2010 (Groupe 1) |

#### Bilan
- Total de matchs disputés : 10
- Victoires de Malte : 0
- Victoires du Portugal : 9 (90 %)
- Matchs nuls : 1 (10 %)
- Buts marqués par Malte : 5
- Buts marqués par le Portugal : 28

## R

### République centrafricaine

#### Confrontations
Confrontations entre la République centrafricaine et Malte :
|   | Date             | Lieu     | Match                             | Score | Compétition  |
| - | ---------------- | -------- | --------------------------------- | ----- | ------------ |
| 1 | 18 novembre 2011 | Ta' Qali | Malte - République centrafricaine | 2-1   | Match amical |

#### Bilan
Au 19 avril 2019 :
- Total de matchs disputés : 1
- Victoires de la République centrafricaine : 0
- Matchs nuls : 0
- Victoires de Malte : 1
- Total de buts marqués par la République centrafricaine : 1
- Total de buts marqués par Malte : 2

### Russie

#### Confrontations
Confrontations entre Malte et la Russie en matchs officiels :
| Date           | Lieu       | Match          | Score | Compétition    |
| 7 février 1996 | La Valette | Malte - Russie | 0 - 2 | Tournoi amical |

#### Bilan
- Total de matchs disputés : 1
- Victoires de Malte : 0
- Victoires de la Russie : 1 (100 %)
- Matchs nuls : 0
- Buts marqués par Malte : 0
- Buts marqués par la Russie : 2

## S

### Slovaquie

#### Confrontations
Confrontations entre Malte et la Slovaquie en matchs officiels :
| Date              | Lieu       | Match             | Score | Compétition                                           |
| 30 mars 1994      | La Valette | Malte - Slovaquie | 1 - 2 | Match amical                                          |
| 16 août 1994      | Bratislava | Slovaquie - Malte | 1 - 1 | Match amical                                          |
| 22 septembre 1996 | Bratislava | Slovaquie - Malte | 6 - 0 | Qualifications pour la Coupe du monde 1998 (Groupe 6) |
| 31 mars 1997      | La Valette | Malte - Slovaquie | 0 - 2 | Qualifications pour la Coupe du monde 1998 (Groupe 6) |
| 15 août 2006      | Bratislava | Slovaquie - Malte | 3 - 0 | Match amical                                          |

#### Bilan
- Total de matchs disputés : 5
- Victoires de Malte : 0
- Victoires de la Slovaquie : 4 (80 %)
- Matchs nuls : 1 (20 %)
- Buts marqués par Malte : 2
- Buts marqués par la Slovaquie : 14

### Suisse

#### Confrontations
Confrontations entre Malte et la Suisse en matchs officiels :
| Date             | Lieu       | Match          | Score | Compétition                                           |
| 20 décembre 1970 | Gżira      | Malte - Suisse | 1 - 2 | Qualifications pour l'Euro 1972 (Groupe 3)            |
| 21 avril 1971    | Lucerne    | Suisse - Malte | 5 - 0 | Qualifications pour l'Euro 1972 (Groupe 3)            |
| 15 avril 1987    | Neuchâtel  | Suisse - Malte | 4 - 1 | Qualifications pour l'Euro 1988 (Groupe 2)            |
| 15 novembre 1987 | La Valette | Malte - Suisse | 1 - 1 | Qualifications pour l'Euro 1988 (Groupe 2)            |
| 18 novembre 1992 | Berne      | Suisse - Malte | 3 - 0 | Qualifications pour la Coupe du monde 1994 (Groupe 1) |
| 17 avril 1993    | Ta'Qali    | Malte - Suisse | 0 - 2 | Qualifications pour la Coupe du monde 1994 (Groupe 1) |

#### Bilan
- Total de matchs disputés : 6
- Victoires de Malte : 0
- Victoires de la Suisse : 5 (83 %)
- Matchs nuls : 1 (17 %)
- Buts marqués par Malte : 3
- Buts marqués par la Suisse : 17